# Amoretti
Amoretti is een sonnettencyclus van de Engelse dichter Edmund Spenser (1552 - 1599).
Het werk werd in 1595 gepubliceerd, samen met zijn Epithalamion (een gedicht ter ere van een pas voltrokken huwelijk). De cyclus omvat 88 sonnetten en beschrijft zijn gevoelens en liefde voor Elizabeth Boyle, zijn tweede vrouw, met wie hij in 1594 in het huwelijk trad.
In de cyclus hanteerde Spenser een nadien naar hem genoemde dichtvorm, het 'Spenseriaans sonnet' (Spenserian sonnet), waarin het rijmschema 'abab bcbc cdcd ee' wordt toegepast.
Het bekendste en meest geciteerde sonnet uit de serie is Sonnet 75, ook wel genoemd naar de openingsregel, 'One day I wrote her name upon the strand'.

## Sonnet 75
One day I wrote her name upon the strand,

   but came the waves and washed it away:

   again I wrote it with a second hand,

   but came the tide, and made my pains his prey.

Vain man, said she, that doest in vain assay,

   a mortal thing so to immortalize.

   for I myself shall like to this decay,

   and eek my name be wiped out likewise.

Not so, (quoth I) let baser things devise,

   to die in dust, but you shall live by fame:

   my verse your virtues rare shall eternize,

   and in the heavens write your glorious name.

Where whenas death shall all the world subdue,

   our love shall live, and later life renew.